# Monolit, tvář skalního útvaru Half Dome

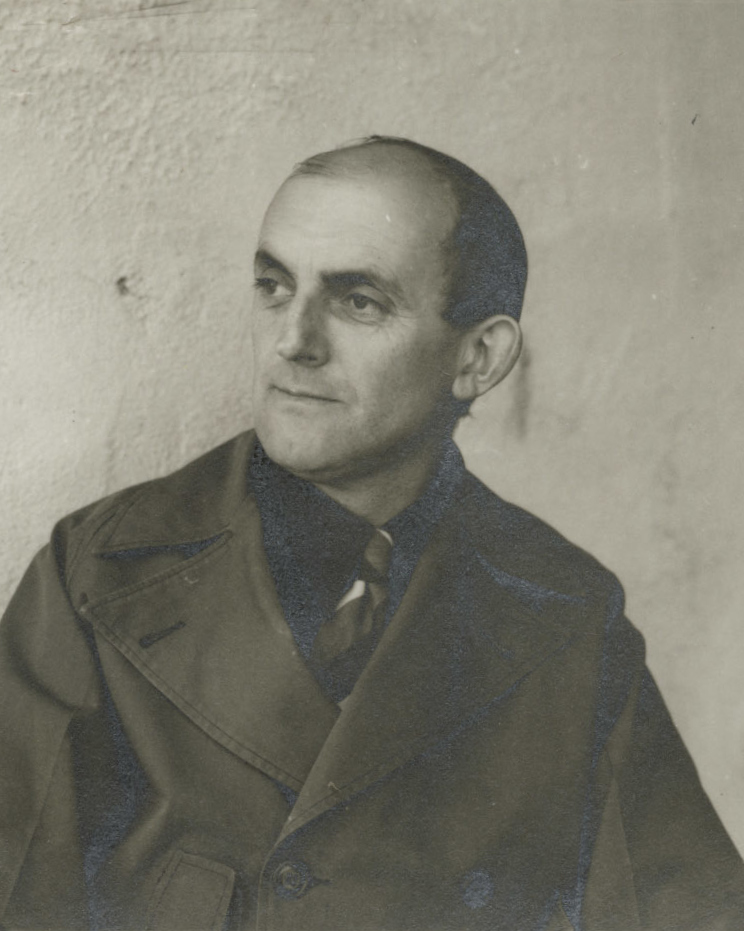
Ansel Adams, asi 1941, archiv U.S. Civil Service Commission

Monolit, tvář skalního útvaru Half Dome (anglicky: Monolith, the Face of Half Dome, Yosemite National Park, California) je černobílá fotografie pořízená Anselem Adamsem v roce 1927, která zobrazuje západní tvář Half Dome v Yosemite v Kalifornii. V popředí fotografie mohou diváci vidět texturu a detaily skály, stejně jako krajinu na pozadí s borovicemi a vrcholem Tenaya Peak. Monolit byl použit klubem Sierra jako vizuál pro ekologické hnutí, byla to první fotografie, kterou Adams zhotovil, a která byla založena na pocitech, konceptu, který definoval jako vizualizaci a přiměl Adamse k vytvoření systému zonálního systému. Snímek je důkazem intenzivního vztahu, který měl Adams ke krajině v Yosemitském parku, protože jeho kariéra byla z velké části poznamenána fotografováním zde. Monolit také fyzicky vydržel zkoušku času, protože originální skleněný negativ je stále (2020) neporušený a lze jej reprodukovat. Fotografie je součástí portfolia Parmelian Prints of the High Sierras, vydaného v roce 1927.

## Lokace
Dne 17. dubna 1927 se Ansel Adams a jeho čtyři přátelé, Cedric Wright, Charles Michael, Arnold Williams a jeho přítelkyně Virginia Bestová, vydali na půldenní túru na „Diving Board“, místo, odkud byl Monolit fotografován. "Diving Board" je velká skála, která ční nad Yosemitským údolím, čtyři tisíce stop pod západní stěnou a poskytuje dokonalý výhled na Half Dome. Adams měl ve svém batohu fotografickou kameru Korona  6+1⁄2" × 8+1⁄2" (17cm × 22cm), různé objektivy a filtry, dvanáct panchromatických skleněných desek Wratten a velký dřevěný stativ. Nejen, že měl těžký náklad, ale měl na sobě i basketbalové tenisky, které na zasněženém terénu fungovaly těžko. Jakmile dorazili k „Diving Board“, Adams věděl, že našel perfektní vyhlídku na skálu, která se tyčí ve vzdálenosti 1200 m vysoký a 640 metrů široká  a rozléhá se na ploše 5,3 ha. Když poprvé dorazil v poledne, nebylo správné světlo, takže čekal přes dvě hodiny, aby se ujistil, že světlo dopadá na obličej dokonale, protože si představoval, že skála je napůl ve stínu a napůl ve světle. Adams pořídil několik dalších snímků při výstupu a během čekání a zůstaly mu pouze dvě skleněné desky, aby zachytil dokonalou fotografii skalního útvaru Half Dome. Vzhledem k manuální povaze fotoaparátů bylo snadné zkazit clonu nebo čas závěrky a dokonce i poryv větru může zkazit fotografii. Tato obtíž mluví o Adamsově dovednosti a úmyslu, když získal Monolit na jeden záběr. Ve 2:30 odpoledne se dvěma zbývajícími skleněnými deskami byl Adams připraven pořídit fotografii Half Dome, kterou si v duchu představoval.

## Vývojový proces a technika
K vytvoření Monolitu použil Ansel Adams velmi specifickou a inovativní techniku k manipulaci s fotografií tak, aby nakonec vznikl obraz, který měl v mysli. Adams si byl vědom fotografické techniky photogenia, což je praxe záměrné manipulace s osvětlením, expozicí a tiskem za účelem sdělení významu. S ohledem na photogenii se vydal pořídit svou první expozici Half Dome pomocí žlutého filtru K2. Adams si však okamžitě uvědomil, že kontrast nevyvolá dostatečně dramatický pocit. Se žlutým filtrem by byla obloha stále světlá a tonální kontrast by byl minimální. Adams byl odhodlán vykouzlit fotografii, která by vyjadřovala stejný ohromující pocit, jaký měl onoho odpoledne, když stál na „Diving Board“ a díval se na Half Dome. Fotografické emulze jsou méně citlivé na červené světlo, takže fotografie červené barvy jsou tmavší a podexponované. Adams se rozhodl použít sytě červený filtr k přeměně jasné oblohy na tmavě černé pozadí. Drsné tóny a kontrast mezi bílým sněhem a černou oblohou zvýrazňují menší detaily a oči okamžitě upoutají zvýrazněné prvky. Monolit byl Adamovým prvním okamžikem, kdy řídil divácký zážitek ze svých fotografií, a poprvé použil fotografické principy, které se odrážely a vylepšovaly v jeho pozdější práci.

## Vizualizace a zónový systém
Monolit přiměl Adamse, aby razil termín „vizualizace“. Monolit prorazil cestu přímé fotografii a zavedl „vizualizaci“ jako metodu, při které fotograf ví, jak chce, aby fotografie vypadala, a pečlivě kontroluje aspekty scény, emulze, filtru a vývojového procesu, aby vytvořil svou přesnou „představu“. Adams řekl: „Před expozicí vidím svůj hotový platinový tisk na broušeném skle ve všech jeho požadovaných kvalitách“. U Monolitu byla vizualizace základním prvkem jeho vytvoření. V souvislosti s fotografií Adams uvedl: „Začal jsem přemýšlet o tom, jak by měl tisk vypadat a jestli by přenesl něco z pocitu monumentálního tvaru přede mnou z hlediska jeho expresívně-emocionální kvality. Uvědomil jsem si, že pouze sytě červený filtr mi poskytne něco, co se blíží účinku, který jsem cítil emocionálně.“ Adamsův zonální systém navíc vytvořil strukturovaný způsob, jak mohou fotografové používat temnou komoru a vývojové techniky k dosažení svých vizualizací. „Systém zón“ pracuje na pečlivé kontrole expozice a vyvolání negativu a podporuje použití temné komory a technik k navození vizuálního zážitku. Adams vytvořil deset různých zón, aby popsal číselný rozsah od nejbělejších fotografií po fotografie nejčernější. Fotograf si může představit, jak chce tisk vypadat, zvolit odpovídající číslo v rozsahu zón a následně následovat expoziční, vyvolávací a tiskařské metody, aby dosáhl přesně požadovaných tónů.

## Trvalý význam a zobrazení
Trvalý význam a zobrazení obklopující Monolit jsou klíčové pro rozvoj moderní fotografie, environmentalistického hnutí a role fotografie v sociálních hnutích. Distribuce a rozšiřování publika je něco, co dělá Monolit a práci Ansela Adamse obzvlášť důležitou. Své fotografie publikoval na nástěnných obrazech, kartách, plakátech, ve fotografických knihách, médiích, která byla snadno dostupná všem členům společnosti. Monolit je zobrazen na obálce jeho nejvydávanější knihy Yosemite. Tisky jsou, kromě jiných muzeí vizuálního umění, ve veřejných sbírkách, jako jsou například: Metropolitní muzeum umění v New Yorku, Muzeum výtvarného umění v Bostonu, Sanfranciské muzeum moderního umění v San Franciscu a Muzeum moderního umění v New Yorku.
Fotografie spadá do veřejného vlastnictví Spojených států, což znamená, že 1. ledna 2023 ztratila svůj stávající status autorských práv, protože byla zveřejněna v roce 1927.